# گورستان کاتولیک لهستانی در تهران
گورستان کاتولیک لهستانی در تهران، در واقع آرامستان جنگیِ لهستان در تهران گورستانی در محله دروازه دولاب در جنوب شهر تهران است که آرامگاه ۱۸۹۲ شهروند لهستانی در آن قرار دارد که در سالهای ۱۹۴۲ الی ۱۹۴۵ میلادی، به زودی بعد از تخلیه شدن از شوروی به ایران، درگذشته‌اند. از این تعداد، ۴۰۹ قبر متعلق به نظامیان لهستانی یعنی سربازان ارتش آندرس، در جنگ جهانی دوم است.

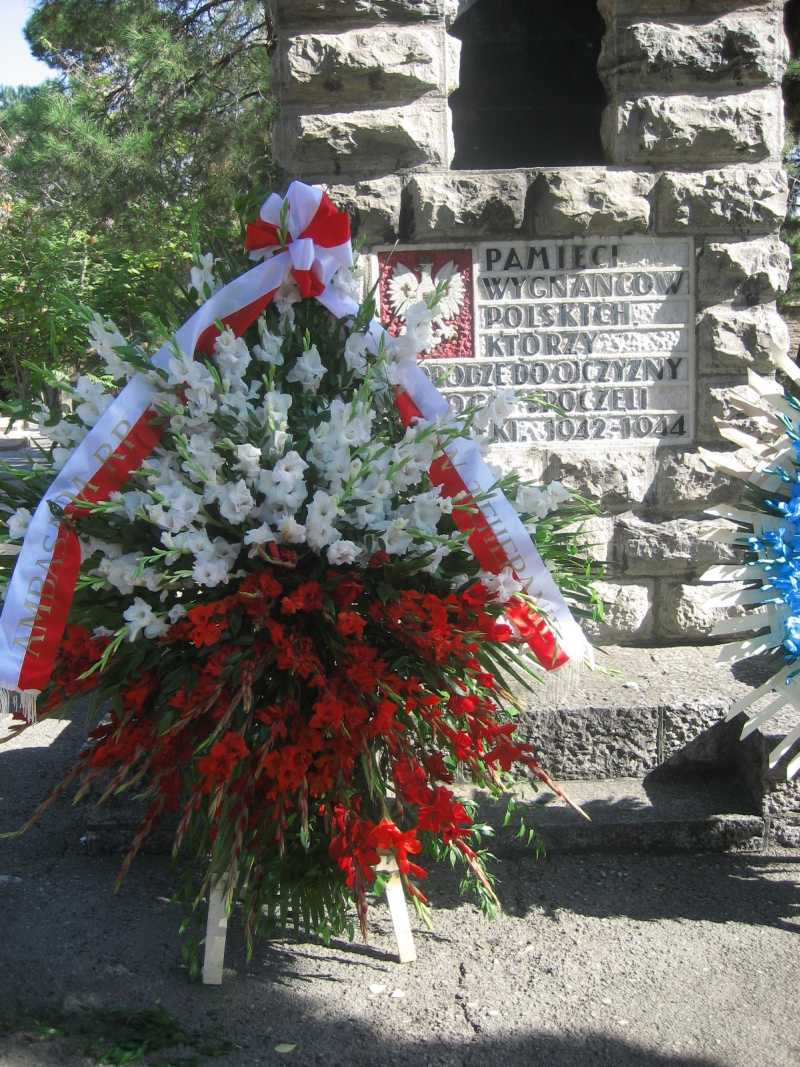
نمایی از یک مزار در این آرامستان - ۲۰۰۷

بیشتر شهروندان لهستانی که در این گورستان دفن شده‌اند، کسانی بودند که پس از آزادی از اردوگاه‌های کار اجباری استالین در سیبری و قزاقستان، از راه ایران به اروپا باز می‌گشتند. هیچ یک از نظامیان مدفون در این گورستان در عملیات نظامی کشته نشده‌اند.

## تاریخچه
در آغاز جنگ جهانی دوم، نیروهای شوروی پس از توافق با دولت هیتلر بخش شرقی لهستان را اشغال کرده، ده‌ها هزار شهروند لهستانی را به اردوگاه‌های کار اجباری در سیبری و قزاقستان تبعید کردند. پس از حمله آلمان به شوروی، نیروهای مقاومت لهستان که به عنوان بخشی از نیروهای متفقین در مقابل اشغال و پیشروی آلمان مقاومت می‌کردند، از فرصت استفاده کرده و از شوروی درخواست آزادی اسرای لهستانی را نمودند. استالین حاضر شد ترتیب آزادی اسرای لهستانی را بدهد تا پس از ملحق شدن آن‌ها به نیروهای مقاومت در اروپا، فشار بر آلمان را در جبهه اروپا افزایش دهند.
بدین ترتیب در سال ۱۹۴۲ حدود ۱۱۵٬۰۰۰ شهروند لهستانی، شامل سربازان، مردان، زنان و کودکان غیرنظامی، با کشتی از دریای خزر وارد بندر انزلی شدند. نیروهای نظامی و داوطلب برای ملحق شدن به مقاومت اروپا ایران را ترک کردند، اما هزاران شهروند غیرنظامی و زن و کودک تا ۳ سال در شهرهای مختلف ایران باقی ماندند. به علت سوء تغذیه در دوران اسارت و ابتلا به بیماری‌های واگیر، بسیاری از نظامیان و غیرنظامیان در طول اقامت در ایران جان باختند و همانجا به خاک سپرده شدند. آرامگاه حدود ۱۹۰۰ تن از این افراد در گورستان کاتولیک لهستانی‌ها در جنوب تهران قرار دارد.
از آن گروه، بسیاری از کودکان و زنان لهستانی در ایران باقی ماندند، ازدواج کرده و در جامعه میزبان پذیرفته شدند. سفارت لهستان در تهران لیست تمامی شهروندان لهستانی را از آن دوران به‌هنگام نگه داشته و آمار دقیقی از مهاجرین لهستانی در ایران در دست دارد.